# Борющиеся зубры
«Бо́рющиеся зу́бры» — скульптурная композиция из двух больших фигур зубров работы немецкого скульптора Августа Гауля, установленная в 1912 году в Кёнигсберге (ныне Калининград).

## История создания
Участник Берлинского сецессиона Август Гауль (1869—1921) считался самым известным скульптором-анималистом своего времени. Две бронзовые фигуры зубров были отлиты в 1911 году после длительных наблюдений за животными и на основании многочисленных рисунков.
Скульптурная композиция представляет собой сцепившихся в схватке двух мощных самцов зубров, отлитых в натуральную величину и установленных на постаменте высотой около метра. Из двух отверстий в постаменте, прикрытых стилизованными раковинами, в чашу расположенного перед скульптурами прямоугольного бассейна текут струи воды.
Первоначально предполагалось установить их в замке архиепископа (нем. Fürstbischöfliches Schloss) в Мюнстере (Вестфалия), однако затем прусским министром культуры они были переданы городу Кёнигсбергу для обустройства фонтана перед новым зданием Верховного суда Восточной Пруссии и административного суда на Хуфеналлее (нем. Hufenallee) у Штайндаммских ворот (построено в 1914 году). Открытие скульптуры состоялось 12 ноября 1912 года.

## Название

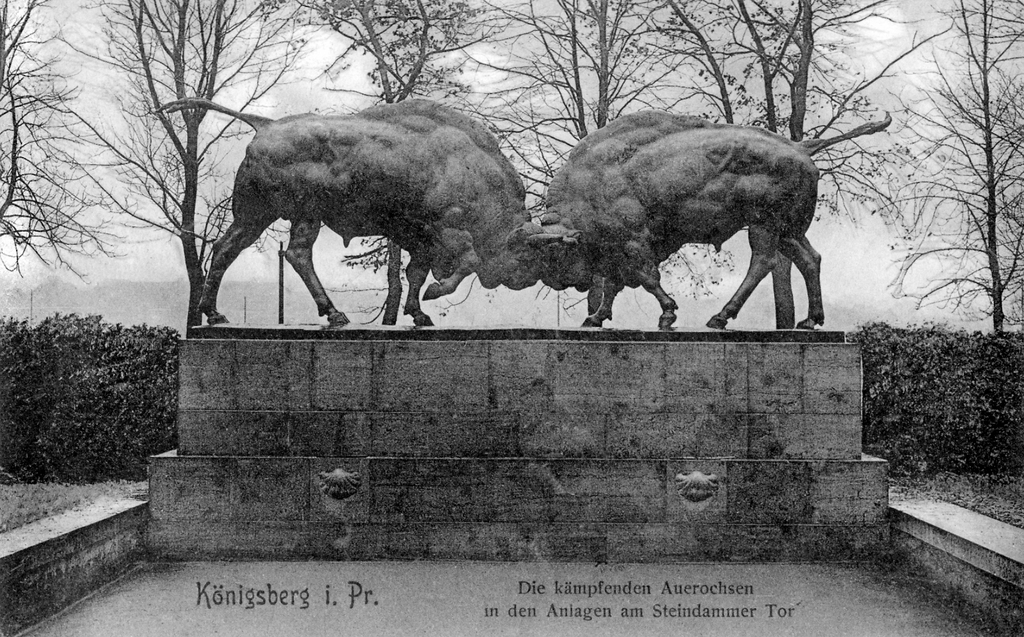
«Борющиеся зубры», фото 1912 года

Население города в обиходе часто называло скульптуры «Прокурор и защитник», подразумевая борьбу между двумя участниками судебного процесса, но сам А. Гауль называл свою работу «Борющимися зубрами», не усматривая никаких аллегорий. Зубры не были в Пруссии каким-то экзотическим зверем — в заповедниках на востоке тогдашней территории Восточной Пруссии они ещё водились. Кроме того, немцы видели в зубрах нечто могучее, древнее и естественное, то есть то, с чем часто ассоциировали Восточную Пруссию.
В советский период скульптуры чаще называли быками.

## Современное состояние
Успешно пережившие Вторую мировую войну, в послевоенное время советскими властями скульптуры были перемещены сначала в сквер напротив областной администрации, затем в 1950-х годах — в Калининградский зоопарк, но к началу 1970-х годов возвращены на прежнее место (ныне проспект Мира) и до сих пор украшают один из самых красивых районов города.
В здании бывшего суда в 1959 году разместился главный корпус Калининградского государственного технического университета и у «быков» появилось студенческое кафе, которое так и называлось «У быков», рядом разбили сквер, в котором раньше устраивался летний пивной сад.
В 2006 году сквер реконструировали, восстановили фонтан. Если немецкие студенты любили подтягиваться на торчащих хвостах зубров как на турнике, то современные калининградские студенты поддерживают традицию красить реалистично изображённые гениталии бронзовых гигантов в красный цвет накануне Пасхи.